# ほしいのは あなただけ。
『ほしいのは あなただけ。』はMariaによる日本の漫画作品。
『ザ マーガレット』（集英社）にて2009年7月号から2011年8月号まで連載されていた。単行本は全5巻。
恋を知らない少女が性格が全く異なる2人の間で揺れ動き戸惑うストーリーで、キャッチコピーは、――どの感情を、恋と呼ぶのか？。

## 登場人物
冠野 深空（かんの みく）
高校3年生。父親は会社社長、母・美百合は深空が7歳頃に亡くなっている。家では家事全般を請け負うしっかり者で、姐御肌・漢（おとこ）と下級生や同級生からも慕われる。縁あって、「La Blue」で住み込みで働くことになる。
宇茅 瑞基（うがや みずき）
高校1年生。深空の母方の従弟。深空のことが好き。ぼやっとしており少し変わっているが、絵を描き始めると別人のようになる。人嫌い。“天才美少年画家”としてマスコミに取り上げられる。
生活苦に陥っていたところを深空の父親の援助で救われ、両親に、多大な恩義のある深空のことを好きになってはいけないと言い聞かせられている。
網多 恵人（あみた けいと）
おバカ校で有名な茶羅林（ちゃらりん）高校の3年生。深空のファーストキスを奪う。横柄で無礼だが、花を育てているなど意外な面も持つ。将来はシェフ志望で、親のレストランを手伝いたいと思っている。
冠野 衛（かんの まもる）
深空の父親。48歳。冠野エレクトロニクスの社長だったが、不況の煽りを受け倒産。今でも亡き妻を想っている。
天河 修（あまかわ おさむ）
深空の父の有能な秘書。28歳。イケメンメガネ。フェロモン大魔王。深空の父親の負債を無期限で肩代わりする代わりに、自分と結婚を前提に付き合わないかと持ちかける。
網多 ゆたか（あみた ゆたか）
恵人の母親。旧姓は五瀬（いつせ）。深空の母・美百合とは小学生の時からの大親友。その名前から、深空は母の元カレではないかと疑っていた。
網多 靖士（あみた やすし）
恵人の父親。レストラン「La Blue」のオーナー。

## 書誌情報
- Maria 『ほしいのは あなただけ。』 集英社 〈マーガレットコミックス〉、全5巻
  1. 2009年9月25日発売、ISBN 978-4-08-846448-0
  2. 2010年3月25日発売、ISBN 978-4-08-846508-1
  3. 2010年9月24日発売、ISBN 978-4-08-846573-9
  4. 2011年2月25日発売、ISBN 978-4-08-846628-6
  5. 2011年7月25日発売、ISBN 978-4-08-846677-4